# Piestrówkowate
Piestrówkowate (Rhizopogonaceae Gäum. & C.W. Dodge) – rodzina grzybów znajdująca się w rzędzie borowikowców (Boletales).

## Charakterystyka
Grzyby o owocniku kulistym, zazwyczaj bez dolnej płonnej części i bez trzonu. Owocnik jest mięsisty i okryty mięsistą osłoną. Zarodniki jasne o podłużnym kształcie.

## Systematyka
Pozycja w klasyfikacji według Index Fungorum: Rhizopogonaceae, Boletales, Agaricomycetidae, Agaricomycetes, Agaricomycotina, Basidiomycota, Fungi.
Według aktualizowanej klasyfikacji Index Fungorum bazującej na Dictionary of the Fungi do rodziny tej należą rodzaje:
- Rhizopogon Fr. 1817 – piestrówka
- Rhopalogaster J.R. Johnst[3].